# Beauty Revealed
Beauty Revealed (deutsch etwa enthüllte Schönheit) ist ein Selbstbildnis von Sarah Goodridge aus dem Jahr 1828, ausgeführt als Miniatur in Aquarelltechnik auf Elfenbein. Das Bild zeigt die entblößten Brüste der Künstlerin umrandet von blassem drapierten Tuch. Das 6,7 × 8 cm kleine Bild – ursprünglich auf einem Papierträger – befindet sich in einem modernen Rahmen. Goodridge, die das Bild als Vierzigjährige malte, stellt ihre Brüste blass, balanciert und lebhaft durch eine Harmonie von Licht, Farbe und Balance dar. Das umgebende Tuch fokussiert den Blick und blendet den umgebenden Körper aus.
Goodridge schenkte das Porträt dem Staatsmann Daniel Webster, der ihr häufiges Modell und möglicherweise auch ihr Liebhaber war, nachdem seine Frau gestorben war. Möglicherweise wollte sie ihn zu einer Heirat bewegen. Webster heiratete eine andere Frau, aber das Bild blieb bis in die 1980er Jahre im Besitz der Familie, bis es 1981 von Christie’s an Gloria und Richard Manney versteigert wurde. Das Paar überließ 2006 seine Miniaturensammlung einschließlich Beauty Revealed dem Metropolitan Museum of Art.

## Beschreibung und Kontext
Beauty Revealed ist ein Selbstbildnis von Sarah Goodridge (1788–1853), das ihre entblößten Brüste, rosa Brustwarzen und einen Schönheitsfleck zeigt. Sie werden in einem Farbverlauf gezeigt, der einen dreidimensionalen Effekt erzeugt. Obwohl Goodridge das Bild im Alter von vierzig Jahren malte, erscheinen ihre Brüste laut dem Kunstkritiker Chris Packard in idealisierter Realität, wegen ihrer Jugendlichkeit, ihres Gleichgewichts, ihrer Blassheit und Drallheit (buoyancy). Die Brüste werden von einem Wirbel blassen Tuchs umrandet, der das Licht reflektiert.
Das 6,7 × 8 cm kleine Bild befindet sich in einem Gehäuse und war ursprünglich auf Papier montiert, das rückseitig mit „1828“ beschriftet war. Das Werk ist ein Aquarell auf Elfenbein, dünn genug, um durchscheinend zu sein und so die Brüste „glühen“ zu lassen. Dieses Medium war für amerikanische Miniaturen typisch, aber in diesem Fall diente es auch als Gleichnis für das darauf präsentierte Fleisch.
Beauty Revealed wurde in einer Periode der Popularität von Porträt-Miniaturen fertiggestellt, einem Medium, das im 18. Jahrhundert in die Vereinigten Staaten eingeführt wurde. Zur Zeit von Goodridges Porträt nahmen Miniaturen in ihrer Komplexität und Lebendigkeit zu. Heilbrunns Zeitlinie der Kunstgeschichte beschreibt Beauty Revealed als Spiel mit den eye miniatures (auch lovers' eyes, das sind kleine Bilder des Auges einer oder eines Geliebten oder eines Kindes, die Verbundenheit zu diesem ausdrücken), die in England und Frankreich populär waren, nicht jedoch in den Vereinigten Staaten. Diese Bilder erlaubten es, ein Erinnerungsstück an eine geliebte Person bei sich zu tragen, ohne deren Identität preiszugeben.

## Geschichte
Goodridge war eine produktive Miniatur-Porträt-Malerin in Boston, die bei Gilbert Stuart und Elkanah Tisdale studiert hat. Sie stand lange zu Daniel Webster in Verbindung, einem Politiker, dessen Karriere als Senator von Massachusetts 1827 begann. Webster sandte ihr zwischen 1827 und 1851 über vierzig Briefe. Seine Grüße wurden dabei immer vertraulicher, die letzten waren entgegen seinem Charakter an „My dear, good friend“ adressiert. In dieser Zeit malte sie ihn ein dutzend Mal und besuchte ihn mindestens zweimal in Washington, D.C., das erste Mal 1828 nach dem Tod seiner ersten Frau, dann 1841–42, als Webster sich von seiner zweiten Frau getrennt hatte.
Goodridge vollendete Beauty Revealed 1828, wobei sie vermutlich mit einem Spiegel arbeitete. Verschiedene Werke wurden als Inspiration vorgeschlagen, darunter John Vanderlyns Die schlafende Ariadne auf Naxos und Horatio Greenoughs Skulptur Venus Victrix. Goodridge schickte das Porträt Webster, als dieser gerade Witwer geworden war, aufgrund der geringen Größe war es wohl nur für seine Augen gedacht. Der amerikanische Kunstkritiker John Updike schlug vor, dass sie sich selbst Webster anbieten wollte; seiner Ansicht nach scheinen die entblößten Brüste – in ihrem elfenbeinernen Liebreiz und mit den zärtlich getüpfelten Brustwarzen – zu sagen: „Wir sind leicht zu haben.“ (We are yours for the taking, in all our ivory loveliness, with our tenderly stippled nipples.) Schlussendlich heirate Webster jedoch eine wohlhabendere Frau.
Nach Websters Tod wurde Beauty Revealed zusammen mit einem weiteren Selbstporträt Goodridges in seiner Familie vererbt, die von einer Beziehung beider ausging. 1981 wurde das Bild bei Christie’s versteigert, mit einem Listenpreis von 15.000 US$, durchlief später im Jahr die Alexander Gallery in New York und wurde dann von den Sammlern Gloria und Richard Manney erworben. Das Ehepaar gab Beauty Revealed 1991 in die Ausstellung Tokens of Affection: The Portrait Miniature in America, die im Metropolitan Museum of Art (Met) in New York, im National Museum of American Art in Washington, D.C. und im Art Institute of Chicago gezeigt wurde.
Die Manneys überließen Beauty Revealed zusammen mit mehr als dreihundert weiteren Miniaturen 2006 dem Met. Carrie Rebora Barratt und Lori Zabar vom Met beschreiben das Porträt als das überwältigendste der merkwürdigen und wundervollen Miniaturen geringerer Künstler in der Sammlung. Zwei Jahre darauf wurde Beauty Revealed in die Retrospektive The Philippe de Montebello Years: Curators Celebrate Three Decades of Acquisitions aufgenommen, die das Wirken des scheidenden Met-Direktors Philippe de Montebello darstellte. Holland Cotter von der The New York Times hob das Porträt als bemerkenswert hervor. 2009 nutzten die Autorinnen Jane Kamensky und Jill Lepore Beauty Revealed und weitere Gemälde, wie John Singleton Copleys Boy with a Squirrel, als Inspiration ihres Romans Blindspot. 2014 gab die Met-Website an, dass das Gemälde nicht ausgestellt sei.

## Analyse
Die Kunsthistorikerin Dale Johnson beschrieb Beauty Revealed als auffallend realistisch. Es beweise die Fähigkeit Goodridges, Licht und Schatten nuanciert darzustellen. Die verwendete Punktierung und Schraffierung bezeichnet sie als zierlich. 2012 schrieben Randall L. Holton und Charles A. Gilday in Antiques, dass das Bild weiterhin einen Schauder erotischer Möglichkeit
evoziere.
Packard schrieb, Beauty Revealed sei eine visuelle Synekdoche, die die Ganzheit Goodridges durch ihre Brüste repräsentiere. Im Gegensatz zum schuldbeladenen 1845er Selbstporträt und dem unerotischen von 1830 stelle dieses Goodridge und ihr Bedürfnis nach Beachtung dar. Das Tuch kennzeichne eine Aufführung (wie die Vorhänge im Vaudeville), der Blick des Betrachters sei auf die Brüste fokussiert, während der restliche Körper ausgelöscht und abstrahiert sei. Dies fordere die Annahmen und Stereotype der prüden, an das Haus gebundenen Frau des 19. Jahrhunderts heraus.